# Mleczaj obrączkowy
Mleczaj obrączkowy (Lactarius rubrocinctus Fr.) – gatunek grzybów należący do rodziny gołąbkowatych (Russulaceae).

## Systematyka i nazewnictwo
Pozycja w klasyfikacji według Index Fungorum: Lactarius, Russulaceae, Russulales, Incertae sedis, Agaricomycetes, Agaricomycotina, Basidiomycota, Fungi.
Po raz pierwszy opisał go Elias Fries w 1863 r. i nadana przez niego nazwa naukowa jest ważna. Synonimy naukowe:
- Lactarius iners Kühner 1954
- Lactarius subsericeus Hora 1960
- Lactarius tithymalinus sensu auct. brit. 2005
- Lactifluus rubrocinctus (Fr.) Kuntze 1891

Polską nazwę podała Alina Skirgiełło w 1998 r.

## Morfologia
Kapelusz
Średnicy 5–10 cm, barwy ochrowo-brązowawej lub pomarańczowo-brązowawej, niestrefowany, nieco wgłębiony w centrum. Pokryty suchą, matową skórką.
Hymenofor
Blaszkowy, blaszki barwy jasnocielistej lub brudnoochrowej, u młodych owocników po skaleczeniu wybarwiające się liliowo, u starszych brązowo, w pobliżu trzonu często połączone anastomozami lub rozwidlone.
Trzon
Zabarwiony podobnie jak kapelusz, przy blaszkach z charakterystycznym, czerwonawym lub czerwonobrązowym pasem (obrączką).
Miąższ
Zbudowany jest z kulistawych komórek powodujących ich specyficzną kruchość i nieregularny przełam. Smak łagodny, czasem nieco ostry lub gorzkawy. Zapach słaby, nieco przypominający pluskwiaki (Hemiptera). Wydziela białe, nie przebarwiające się mleczko.
Zarodniki
Elipsoidalne, o wymiarach 7–10 × 5–7 μm, bez pory rostkowej, o brodawkowato-chropowatej, amyloidalnej powierzchni. Podstawki 33,8–44,2 μm. Pleurocystydy 73-112 × 12–16 μm, wrzecionowate z wydłuzonym, lancetowatym szczytem. cheilocystydy podobne, ale mniejsze.
Gatunki podobne
Charakterystyczną cechą tego gatunku jest obecność na trzonie pod blaszkami czerwonego pasa, jednak u starszych okazów może on wyblaknąć. Wśród grzybów o morfologicznie zbliżonych owocnikach wymienia się gatunki: mleczaj dębowy (Lactarius quietus) i mleczaj rudy (Lactarius rufus).

## Występowanie i siedlisko
Znany jest tylko w Europie. W Polsce w 2003 r. Władysław Wojewoda przytoczył 4 stanowiska.
Naziemny grzyb mykoryzowy. Występuje w lasach liściastych i iglastych, przeważnie w obecności świerków (Picea sp.) lub buków (Fagus sp.). W Europie wytwarza owocniki od lipca do października.

## Znaczenie
Owocniki przypuszczalnie nie są toksyczne dla człowieka, lecz ich wartość spożywcza jest niezbadana.